# Памятник А. П. Платонову (Воронеж)
Памятник Андрею Платонову в Воронеже расположен на Проспекте Революции в сквере перед «Красным» корпусом Воронежского государственного университета.

## История
Памятник был открыт 11 сентября 1999 года в год столетия со дня рождения писателя. Авторами памятника выступили воронежские скульпторы И. П. Дикунов и Э. Н. Пак, а архитекторы Л. Яновский, Н. Топоев и Е. Соломкин выполнили архитектурную часть памятника.

Андрей Платонов на памятнике представлен шагающим по городу в развевающемся от ветра пальто. На левом пилоне начертано его имя, на правом — фраза 
…А без меня народ неполный
принадлежащая одному из персонажей произведений писателя.
В 2011 г. основание памятника было отремонтировано в преддверии юбилея города, а местность вокруг памятника была облагорожена.